# Poiana Sibiului
Poiana Sibiului is een Roemeense gemeente in het district Sibiu.
Poiana Sibiului telt 2661 inwoners.